# Карл Кролов
Карл Кролов (на немски: Karl Krolow, Карл Кроло) е германски поет, есеист, преводач и публицист.

## Биография и творчество
Карл Кролов е роден в Хановер в семейството на чиновник. Гимназия завършва в родния си град. Между 1935 и 1942 г. следва германистика, философия, романистика и история на изкуството в Гьотинген и Бреслау. От 1934 г. е член на Хитлерюгенд, а от 1937 г. на Националсоциалистическата германска работническа партия. По здравословни причини е освободен от военна служба.
През 1943 г. излиза първата му стихосбирка „Прехвален, добър живот“, в която поетът се стреми да разгадае „знаците на времето“ и да ги превърне в поезия.
Ранната лирика на Кролов изразява свързаността му с природата (създава образци на „природна лирика“), но и с актуалната обществена проблематика като опасността от термоядрена война. Пропита е от елегичната тоналност на Георг Тракл, но е школувана и от европейски образци като поезията на Федерико Гарсия Лорка, Пол Елюар, Шарл Бодлер и Стефан Маларме. В стихосбирката „Изпитания“ (1948) Кролов оплаква своята сполетяна от бедствията на войната родина. В книгите „Знаците на света“ (1952), „Вятър и време“ (1954) и „Дни и нощи“  (1956) поетът надмогва увлечението си по природно-магическата лирика и това развитие достига своя връх в „Чужди тела. Нови стихотворения“ (1959), където Кролов заявява пристрастията си към модернизма – особено към лириката на френските и испанските сюрреалисти, които той усвоява чрез многобройните си преводи. В стихосбирката „Невидими длани. Стихотворения 1959 – 1962“ (1962) се проявява поетическото своеобразие на Кролов – лаконична виртуозност и очарование на фона на меланхолия и скептична резигнация.
Като писател на свободна практика Кролов живее в Гьотинген, Хановер и Дармщат. Става гост-доцент по поетика във Франкфуртския университет (1961) и редовен доцент в Мюнхенския университет (1964).
През 1965 г. излиза първият от четирите тома на неговите „Събрани стихотворения“. Следват книгите „Пейзажи за мен“ (1966), „Всекидневни стихове“ (1968), „Буржоазни стихове“ (1970), „Нищо повече, освен да живеем“ (1970), „Преминаване на времето“ (1972) и „Заради простотата“ (1977).
За късната лирика на Кролов са характерни безримни стихотворения, изградени с разточителни иронични метафори. В стихосбирките „Между нула и безкрайност“ (1982), „Много благодаря и отминавам“ (1984), „Когато му бе дошло времето“ (1988) и „Чувам се да казвам“ (1992) поетът по завладяващ начин тематизира смъртта и преходността.
Посмъртно излизат стихосбирките му „Шепа пясък“ (2001) и „Да изчезнеш в тукашния свят“ (2002).

## Признание
Карл Кролов си създава име на един от най-значимите лирици на немската следвоенна литература. От 1954 г. е член на Немската академия за език и литература в Дармщат, от 1959 г. – на Академията на науките и литературата в Майнц, а от 1961 г. – на Баварската академия за изящни изкуства. През 1976 г. е избран за почетен доктор на Техническия университет в Дармщад.

## Награди и отличия
- 1965: „Награда Георг Бюхнер“
- 1956: Голяма държавна награда на провинция Долна Саксония
- 1975: Райнер Мария Рилке
- 1983: „Хесенска културна награда“
- 1985: „Голяма литературна награда на Баварската академия за изящни изкуства“
- 1988: „Награда Фридрих Хьолдерлин на град Бад Хомбург“

## За автора
- Fausto Cercignani, Dunkel, Grün und Paradies. Karl Krolows lyrische Anfänge in «Hochgelobtes gutes Leben», «Germanisch-Romanische Monatsschrift», 36/1, 1986, 59 – 78.
- Fausto Cercignani, Zwischen irdischem Nichts und machtlosem Himmel. Karl Krolows «Gedichte» 1948: Enttäuschung und Verwirrung, «Literaturwissenschaftliches Jahrbuch», 27, 1986, 197 – 217.
- Horst S. Daemmrich, Messer und Himmelsleiter. Eine Einführung in das Werk Karl Krolows, Verlag Groos, Heidelberg 1980.
- Neil H. Donahue, Karl Krolow and the poetics of amnesia in postwar Germany, Rochester, NY. 2002
- Walter H. Fritz (Hrsg.), Über Karl Krolow. Suhrkamp, Frankfurt am Main 1972.
- Heinz Ludwig Arnold (Hrsg.), Karl Krolow (Text + Kritik; 77), Verlag Text + Kritik, Monaco 1983, ISBN 3-88377-134-1.
- Rolf Paulus, Der Lyriker Karl Krolow. Biographie und Weiterentwicklung, Gedichtinterpretation, Bibliographie, Bouvier, Bonn 1983, ISBN 3-416-01748-X
- Artur Rümmler, Die Entwicklung der Metaphorik in der Lyrik Karl Krolows (1942 – 1962). Die Beziehung zu deutschen, französischen und spanischen Lyrikern, Lang, Frankfurt am Main 1972.